# Ambrì (formaggio)
L'Ambrì è un formaggio di latte bovino crudo, molto grasso, tipico della regione svizzera del Canton Ticino. Il suo sapore varia da delicato a forte (a seconda della lunghezza della stagionatura). Prodotto in luoghi di montagna, è provvisto di crosta, ed è costituito da pasta piuttosto dura. La stagionatura media varia tra i 2 ed i 4 mesi.